# مدیلتنا
مدیلتنا (به لاتین: Medilletenna) یک منطقهٔ مسکونی در سری‌لانکا است که در استان مرکزی (سری‌لانکا) واقع شده‌است.